# Collospongia
Collospongia is een geslacht van sponsdieren uit de klasse van de Demospongiae (gewone sponzen).

## Soort
- Collospongia auris Bergquist, Cambie & Kernan, 1990